# Pagoda Botahtaung
Pagoda Botahtaung (birm. ဗိုလ်တထောင်ဘုရား /bòtətʰaʊ̀̃ pʰəjá/; pol. Pagoda Tysiąca Dowódców) – pagoda położona w dzielnicy Botahtaung w Rangunie nad brzegiem rzeki Yangon.

## Legendy
Jak w przypadku wielu innych birmańskich pagód, istnieją bardzo liczne, pochodzące z różnych okresów, wielowątkowe i wielowarstwowe, często sprzeczne wersje legend wyjaśniających powstanie pagody Botahtaung. Łączy je jedynie datowanie powstania pagody na I tysiąclecie przed Chr.

### Obecna wersja
Najnowsza wersja legendy powstała już po odbudowaniu pagody w roku 1953 jako element budowanego przez nowe, niepodległe państwo birmańskie mitu założycielskiego wiążącego powstanie jego stolicy z relikwiami Buddy. Mit ten obejmuje też pagody Sule i Szwedagon czyniąc z nich w ten sposób najważniejsze buddyjskie obiekty sakralne Rangunu.
Pagoda miała zostać wybudowana w miejscu, gdzie król Okkalapa powitał przybywających z Indii dwóch braci-kupców – Tapussę i Bllikę – wiozących relikwie Buddy w postaci jego sześciu włosów. W trakcie podróży byli oni eskortowani przez tysiąc wojowników będących dowódcami – stanowi to wyjaśnienie nazwy pagody. Włosy Buddy miały być przechowywane w pagodzie Botahtaung przez sześć miesięcy, do czasu ukończenia budowy pagody Szwedagon mającej być ostatecznym miejscem przechowywania relikwii. Jeden z włosów król Okkalapa miał podarować Pagodzie na zawsze, była więc ona pierwszym miejscem w Rangunie przechowującym relikwię włosa Buddy – głoszący ten fakt napis znajduje się nad wejściem na jej teren.
Według jednej z odmian legendy, tysiąc dowódców miało towarzyszyć nie braciom-kupcom, a ośmiu indyjskim mnichom wiozącym do Birmy relikwie w postaci włosa i fragmentów kości pozostałych po kremacji ciała Buddy. Relikwie te miały zostać złożone w miejscu, gdzie wybudowano stupę

### Starsze wersje
Do połowy lat 50. XX w. legendy wiązały znajdujące się w pagodzie relikwie Buddy z królem Pada (w pobliżu Thanlyin) – Bawgatheną. Miał on panować jeszcze za życia Buddy bądź też kilkaset lat po jego śmierci, za czasów króla Aśoki. Przypisywano mu obdarowanie otrzymanymi z Cejlonu relikwiami Buddy kilku pagód w rejonie Rangunu, w tym Sule i Botahtaung. Istnienie tych legend potwierdzają kroniki z XIX w., jednak powstały one prawdopodobnie w wieku wcześniejszym. Córka króla Bawgatheny miała stać się obiektem zalotów syna króla Okkalapy. Podczas jednej ze schadzek miał on utonąć. Jego ciało skremowano, a na miejscu stosu wybudowano stupę Botahtaung. W budowie tej miało uczestniczyć tysiąc dowódców, co wyjaśniało nazwę stupy. Historia nieszczęśliwego księcia została całkowicie zapomniana, a jedynym jej elementem, który został przyswojony przez współczesną wersję legendy jest udział tysiąca wojowników w jej powstaniu.

## Historia
Dokładna data wybudowania pagody nie jest znana. Według legend miała powstać jeszcze za życia Buddy, a więc ponad 2 500 lat temu. Badania znajdowanych na terenie pagody artefaktów wskazują jednak na I tysiąclecie po Chr. Była jedną z wielu podobnych stup wybudowanych na obszarze dzisiejszego Rangunu. Jej znaczenie wzrosło prawdopodobnie w XVIII w. po uczynieniu przez króla Alaungpayę z Rangunu głównego ośrodka handlu morskiego w miejsce Pegu. Stupa przedstawiona jest na pochodzącej z 1850 r. birmańskiej mapie, co oznacza że należała do ważniejszych obiektów i nie popadła w ruinę, jak wiele innych obiektów sakralnych w tym okresie. Jeszcze w latach 30. XX w. pagoda znana była jedynie jako obiekt upamiętniający miejsce kremacji zwłok syna króla Okkalapy. 
8 listopada 1943 stupa została całkowicie zniszczona podczas bombardowania Rangunu przez Brytyjczyków. Za radą astrologów odbudowę pagody rozpoczęto 8 stycznia 1948 (dzień odzyskania niepodległości przez Birmę) o godzinie 08:45 rano ceremonią jednoczesnego wbicia w grunt pięciu złotych kołków. Po oznaczeniu w ten sposób miejsca budowy rozpoczęto uprzątanie terenu z gruzu. W trakcie tych prac odzyskano wiele srebrnych i brązowych wizerunków, monet i ornamentów, które były wystawione na widok publiczny w pagodzie przed jej zniszczeniem. Podczas wykonywania wykopu pod fundamenty budynku, na głębokości ok. metra odkryto komorę o wymiarach podstawy ok. 6 x 6 m i wysokości 1,82 m, zwężającą się ku górze. Wewnątrz znaleziono szkatułę z relikwiarzem. Odkrycie relikwii miało doniosłe znaczenie, gdyż zostało potraktowane jako potwierdzenie prawdziwości birmańskich legend podważanej przez brytyjskich historyków ery kolonialnej. Odbudowa pagody zajęła 6 lat.
Obecnie pagoda Botahtaung należy do najważniejszych obiektów religijnych Rangunu. W 1994 wystawiono w niej pożyczoną z Chin relikwię zęba Buddy. 

## Konstrukcja pagody i teren wokół niej
Stupę odbudowano w oryginalnej formie – w stylu mońskim, na planie ośmiokąta. Mierząca 40,18 m konstrukcja ze zbrojonego betonu stanęła na kwadratowej platformie o boku 29,26 m. W odróżnieniu od innych budowli tego rodzaju stupa zawiera wewnątrz wolną przestrzeń, do której mają dostęp wierni. W jej centrum pozostawiono szyb prowadzący do oryginalnej komory relikwiarza. Same relikwie umieszczono w ołtarzu. Pozostałe znalezione przy odbudowie pagody przedmioty umieszczono wewnątrz niej za szklanymi ścianami.
Cały teren zajmowany przez pagodę i otaczające ją obiekty zajmuje 2,63 ha. W rozrzuconych wokół niej budynkach znajdują się naturalnej wielkości wizerunki natów (w tym Thagyamina i Bo Bo Gyi), ważnych osobistości z historii birmańskiego buddyzmu i buddyjskich legend. Przechowywane jest w nich też hti umieszczone uroczyście na kilka dni w grudniu 1953 na szczycie pagody z udziałem premiera U Nu. Na terenie wokół pagody znajduje się też staw, w którym żyją żółwie – ich dokarmianie pozwala wiernym na uzyskanie zasługi religijnej.
W oddzielnym budynku umieszczono też wizerunek bogini Mya Nan Mwe (pol. Pani Szmaragdowego Pałacu). Należy ona do klasy birmańskich bogiń określanych jako ussa-saung (pol. duchy skarbów) – mają one strzec ukrytych pod nimi w głębi ziemi skarbów, a ich moc ma zależeć od wartości pilnowanych kosztowności. Wierni zwracają się do nich z prośbami o pomyślność finansową i uchronienie przed ruiną. Boginie te przedstawiane są jako młode kobiety ubrane zawsze w zielone (szmaragdowe) szaty. Mya Nan Mwe miała wcześniej swoje pomieszczenie na platformie pagody, jednak jej wizerunek cieszył się taką popularnością, że zaczął przyćmiewać samą stupę. Z tego powodu w 1990 przeniesiono jej wizerunek do nowo wzniesionego budynku po drugiej stronie ulicy. 

## Relikwie
Paradoksalnie, zburzenie pagody przyczyniło się do wzrostu jej znaczenia – w zgliszczach odnaleziono komorę relikwiarza, a w niej kamienną szkatułę w kształcie stupy o średnicy 54 cm i wysokości 99 cm. Wokół niej rozmieszczone były laterytowe posążki natów. Ponadto w komorze relikwiarza znaleziono jeszcze około siedmiuset cennych przedmiotów, w tym terakotowe płytki wotywne, drogie kamienie i ozdoby z metali szlachetnych i brązu. Po zasięgnięciu opinii piętnastu starszych rangą duchownych buddyjskich zdecydowano się na otwarcie szkatuły relikwiarza. Otwarcie to miało charakter publicznej ceremonii odbywającej się w obecności tłumów wiernych przybyłych z całego kraju. Relikwiarz zawierał mniejszą, kamienną, pozłacaną stupę, a ta z kolei jeszcze mniejszą pagodę wykonaną ze złota i stojącą na srebrnej tacy oraz bardzo stary kamienny posążek. Wewnątrz złotej stupy znaleziono mały (ok. 2 x 1 cm), złoty, cylindryczny pojemnik zawierający włos oraz dwa kawałki kości wielkości ziarna gorczycy.

## Galeria obrazów

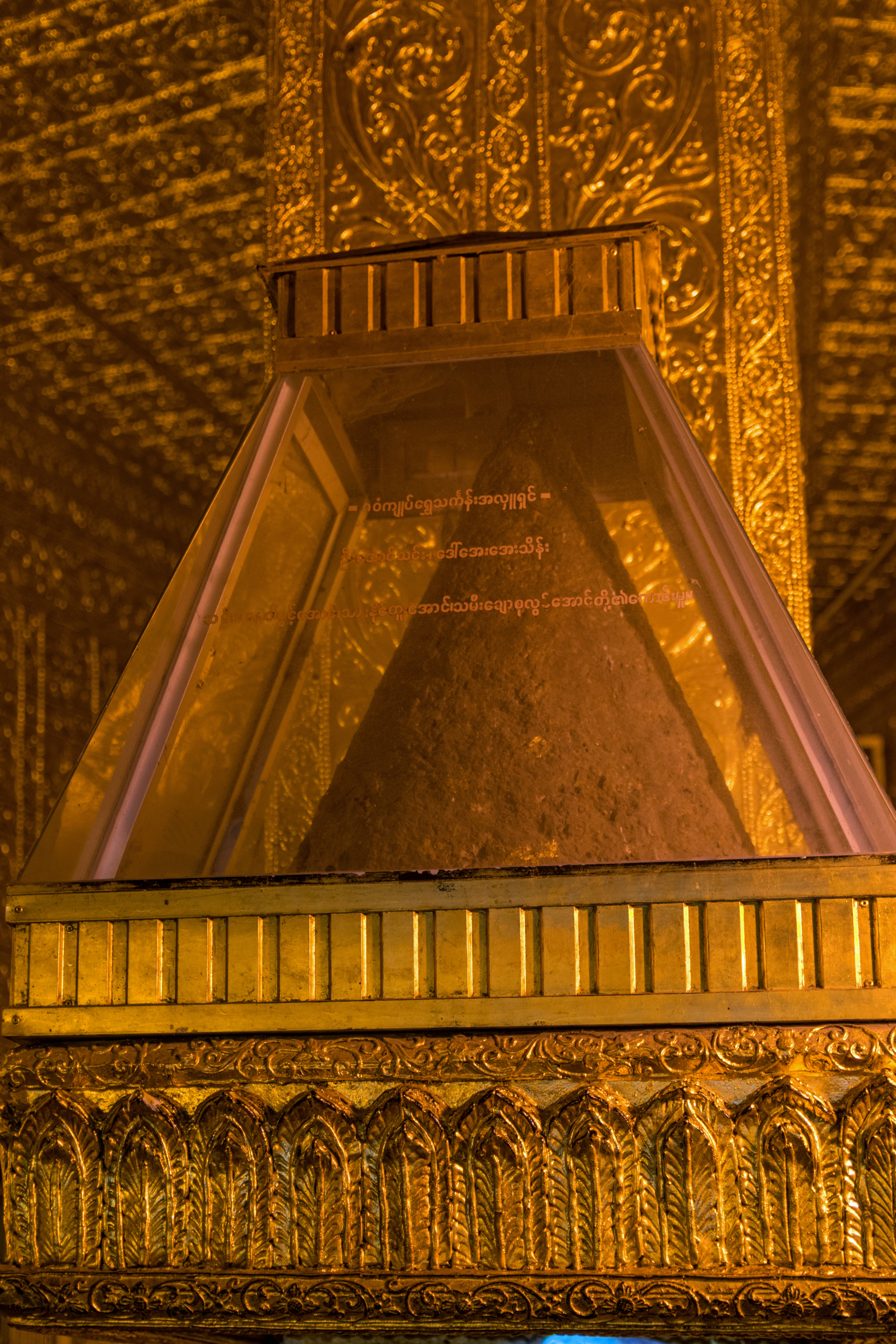
Laterytowa szkatuła w której znajdował się relikwiarz
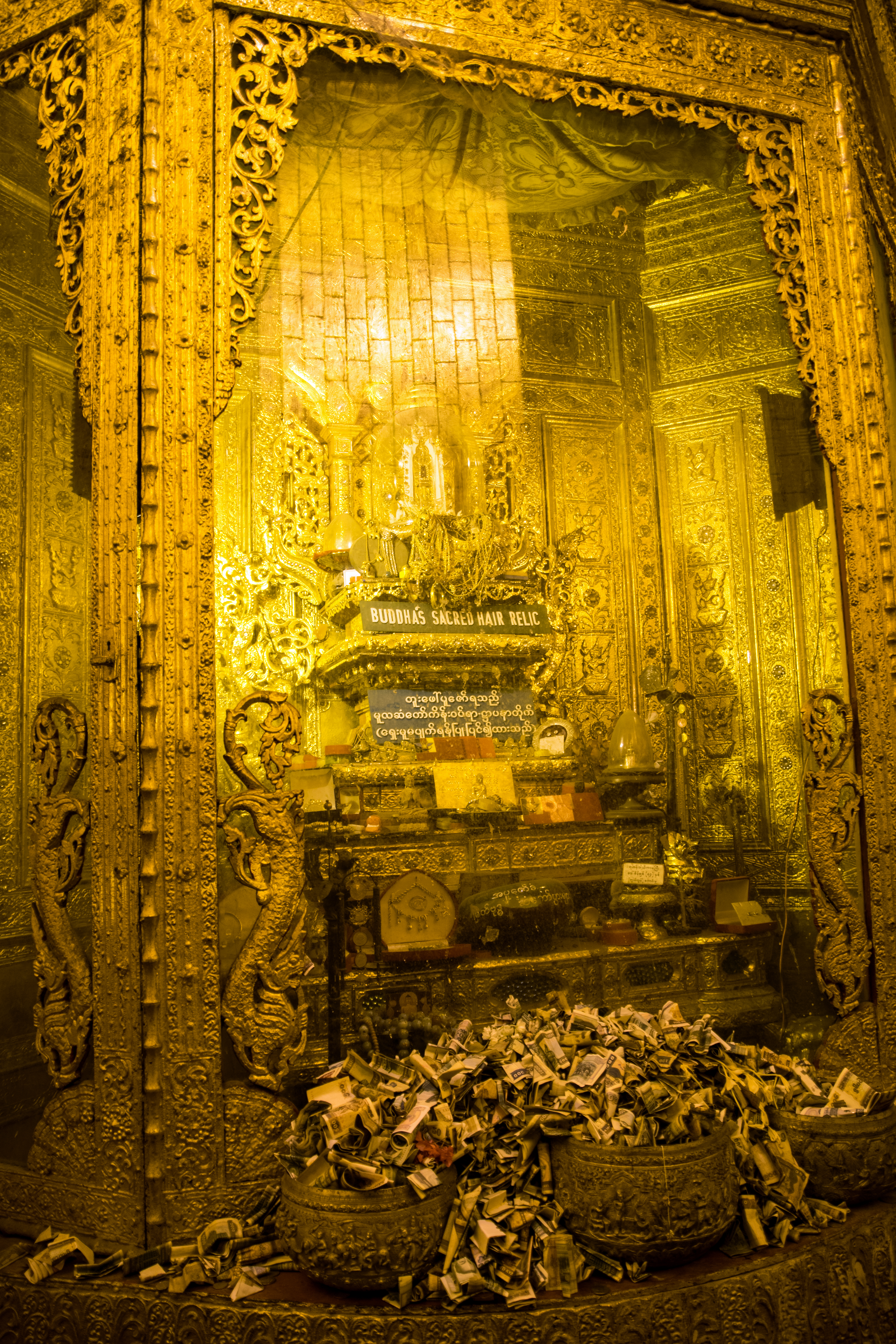
Relikwia Włosa Buddy
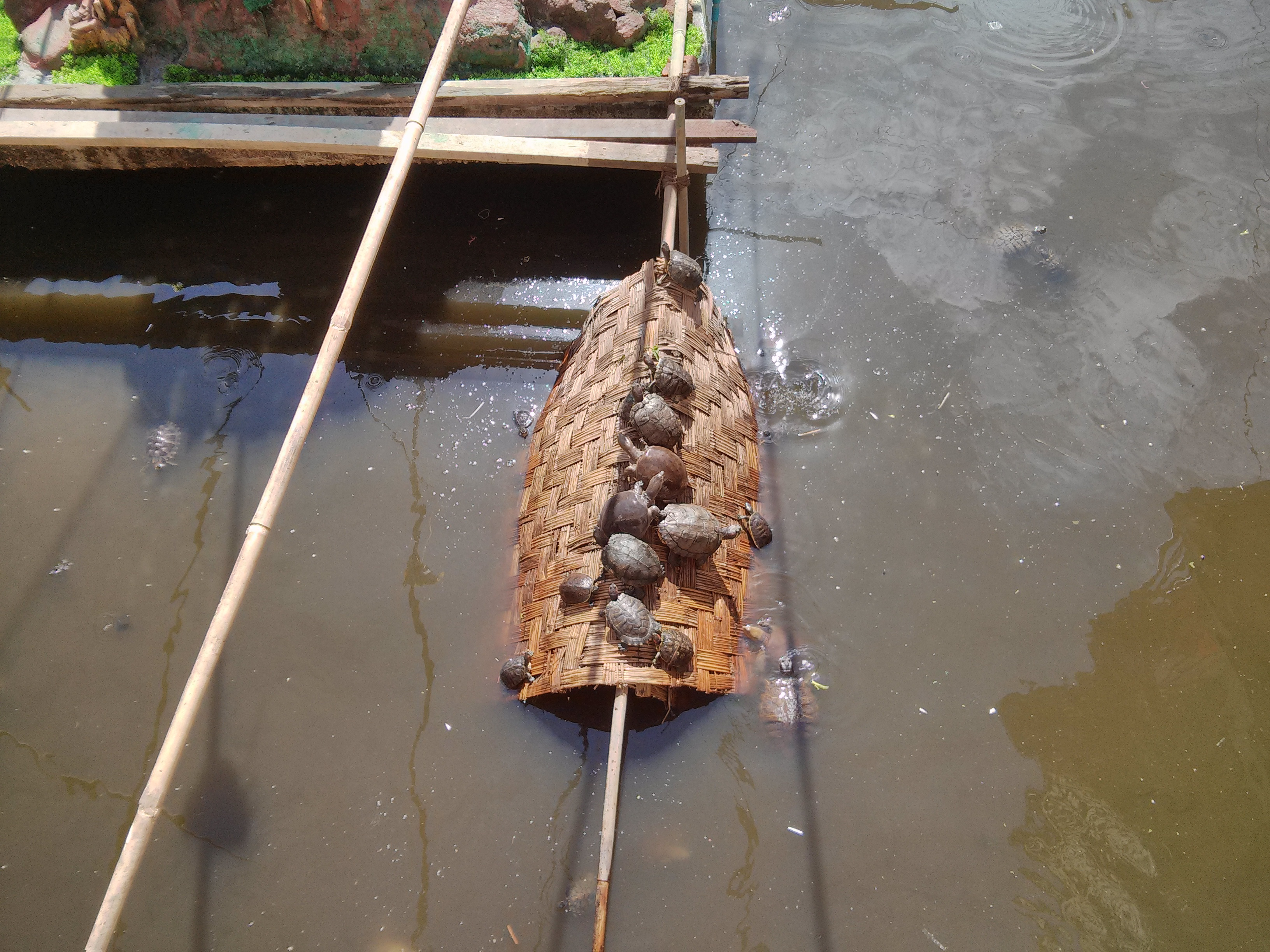
Żółwie w basenie przy Pagodzie
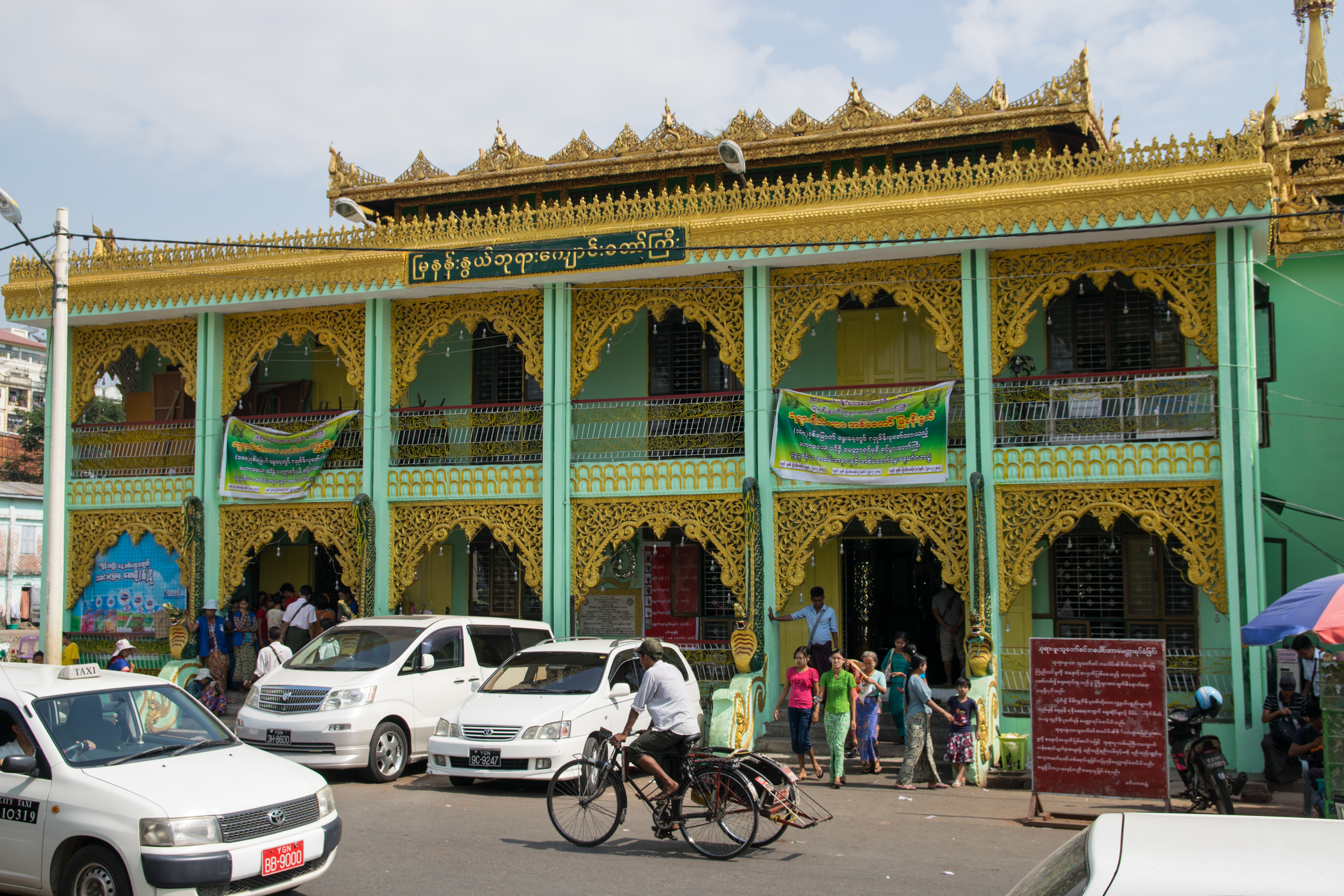
Budynek z wizerunkiem Mya Nan Mwe
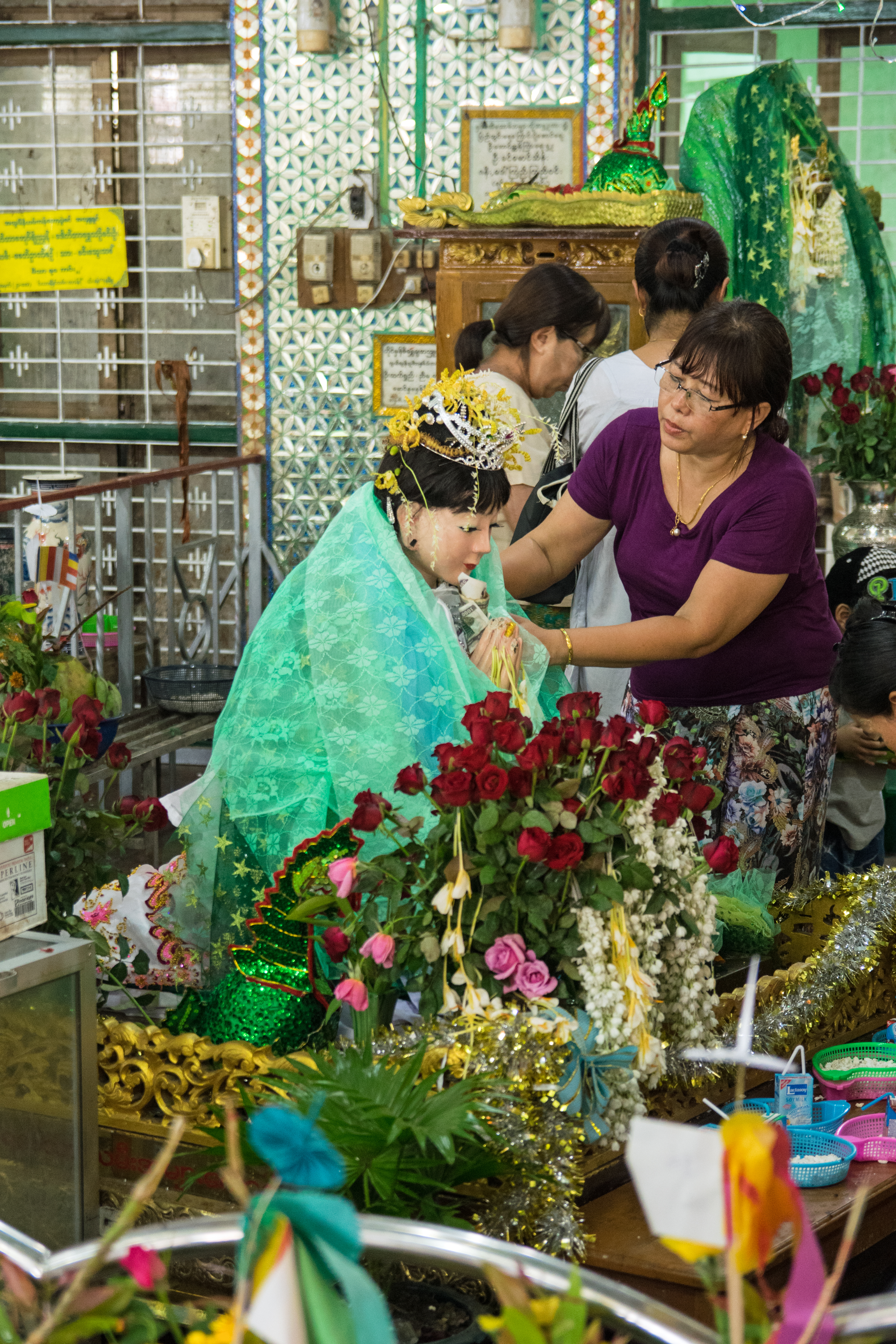
Posąg Mya Nan Mwe
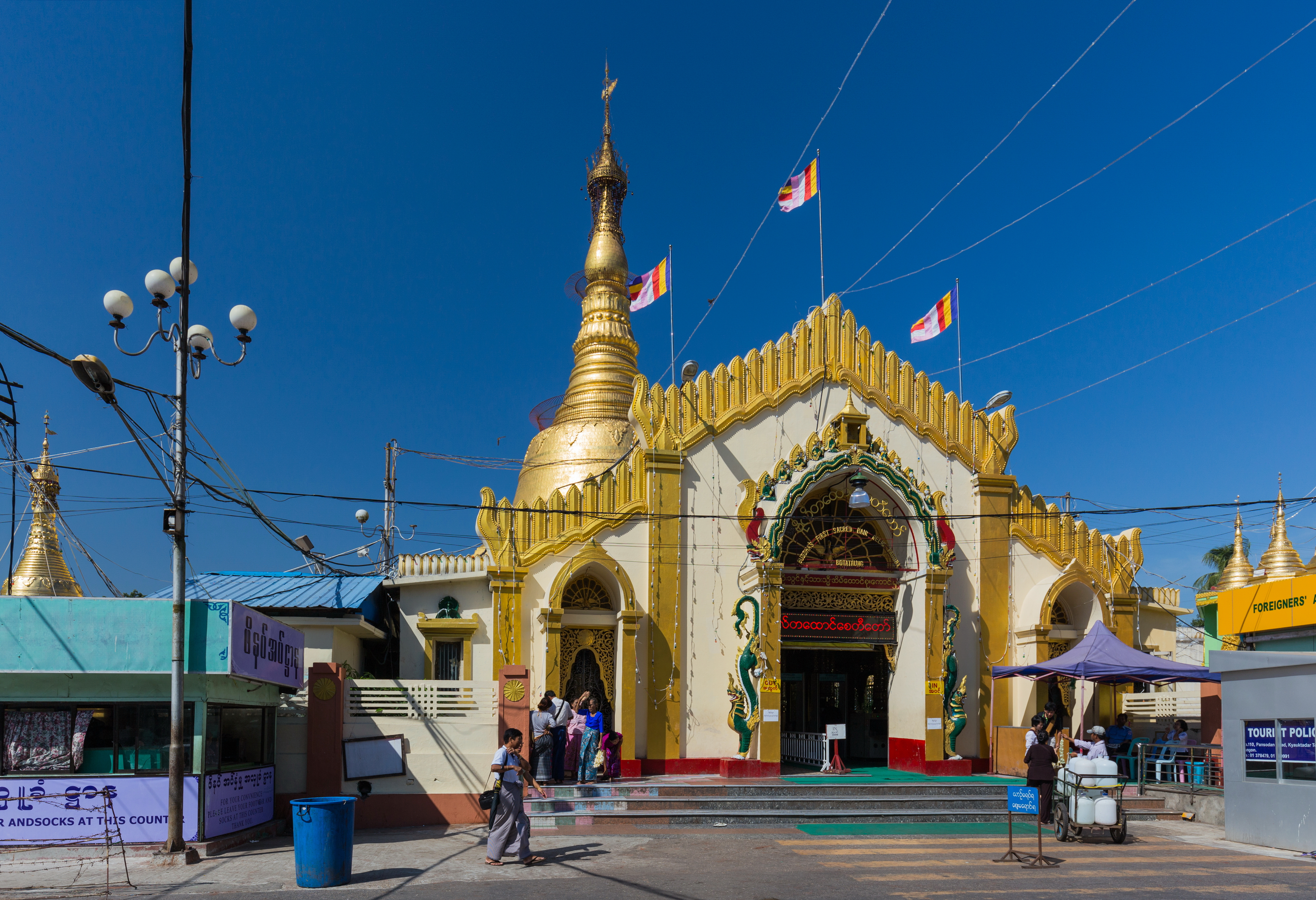
Wejście do pagody
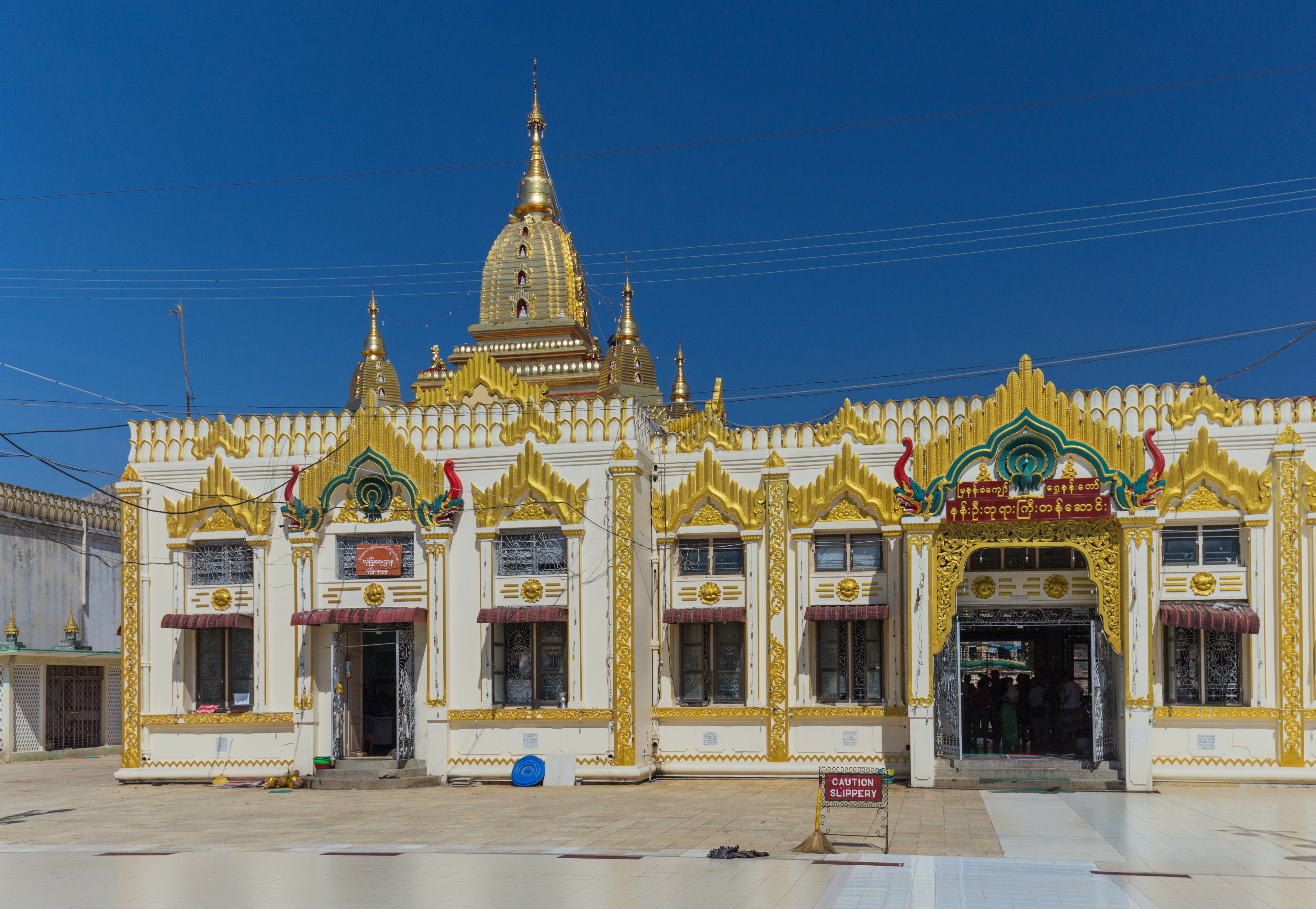
Jeden z budynków
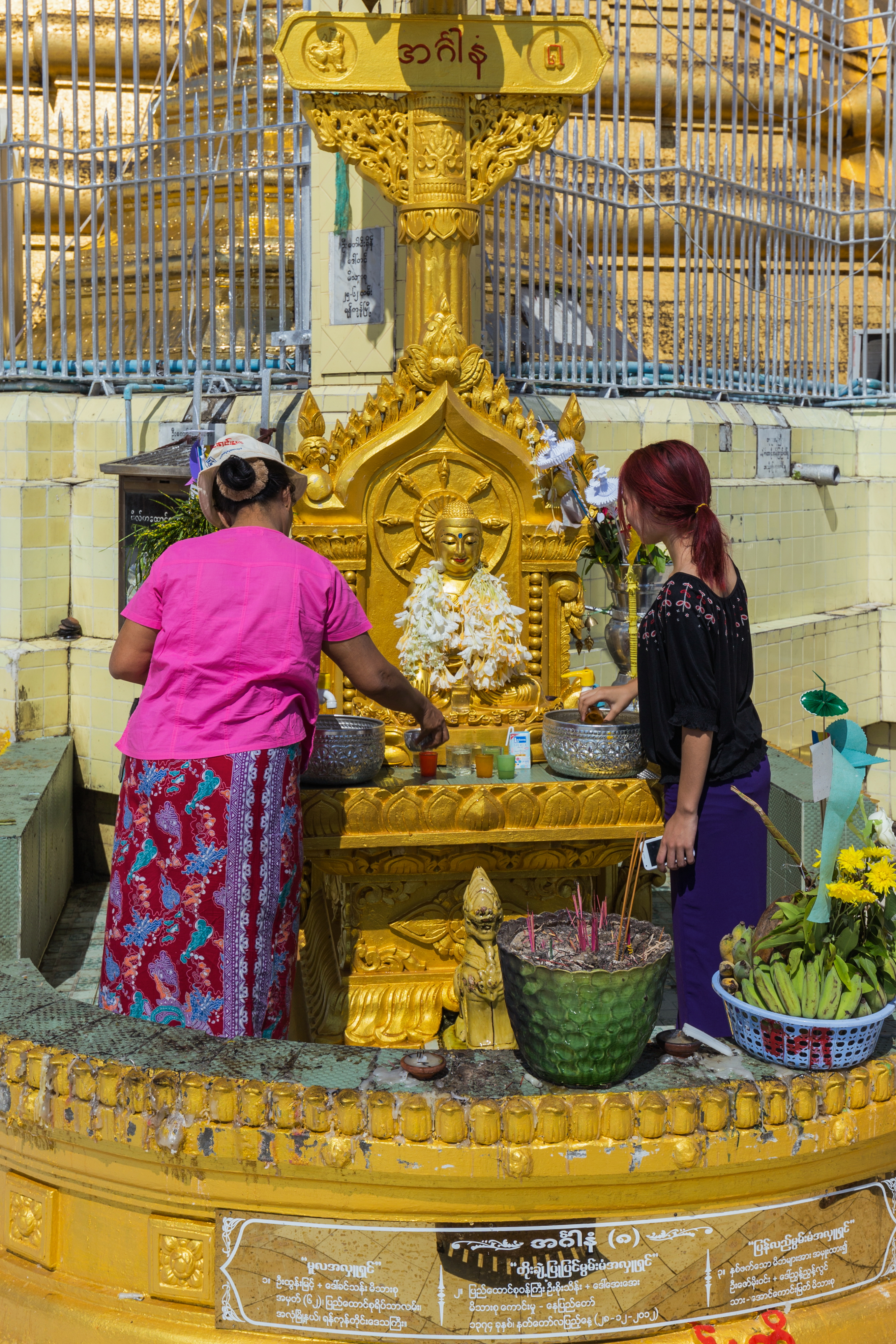
Wierni oblewający wodą posąg Buddy
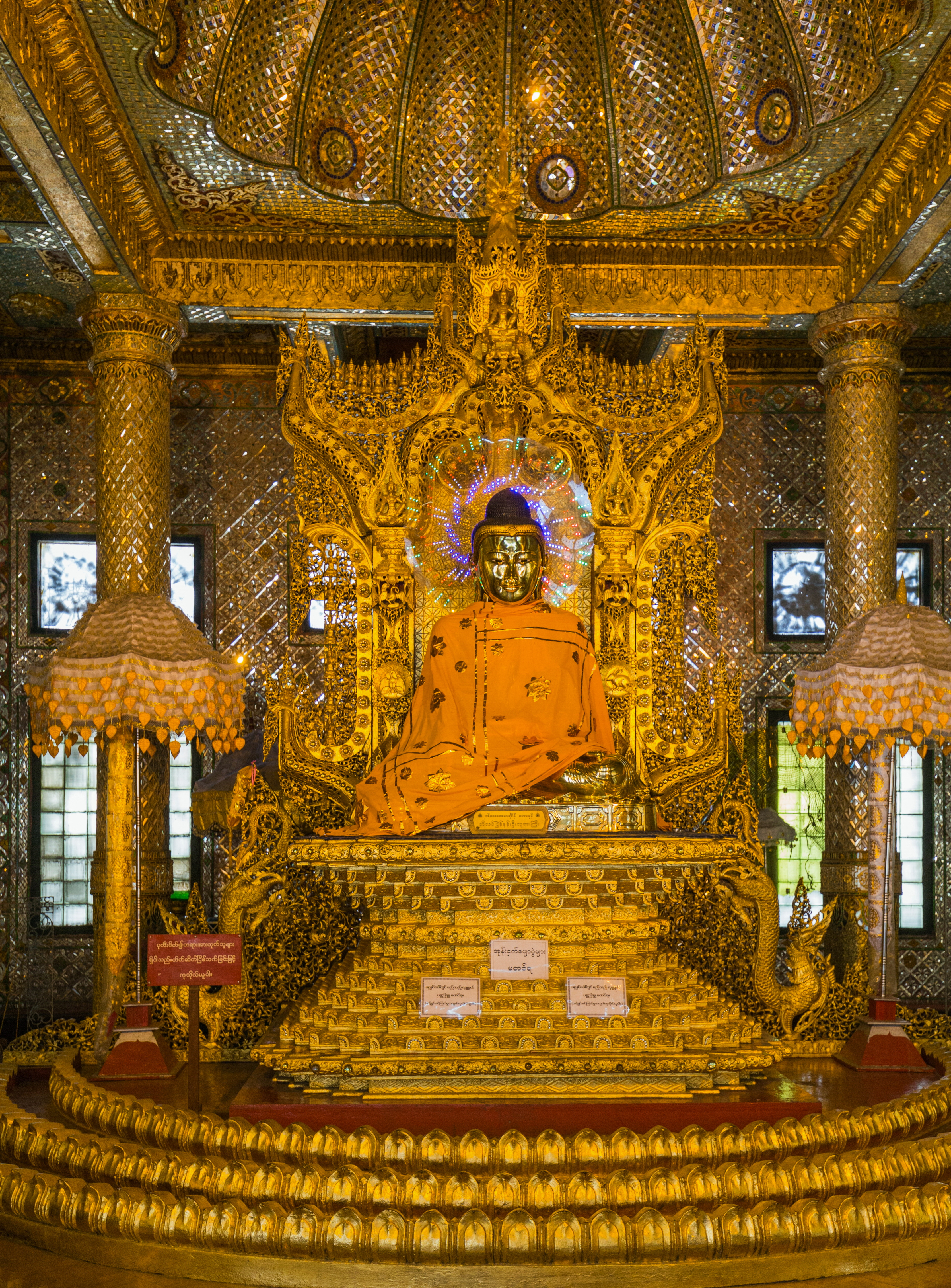
Posąg Buddy
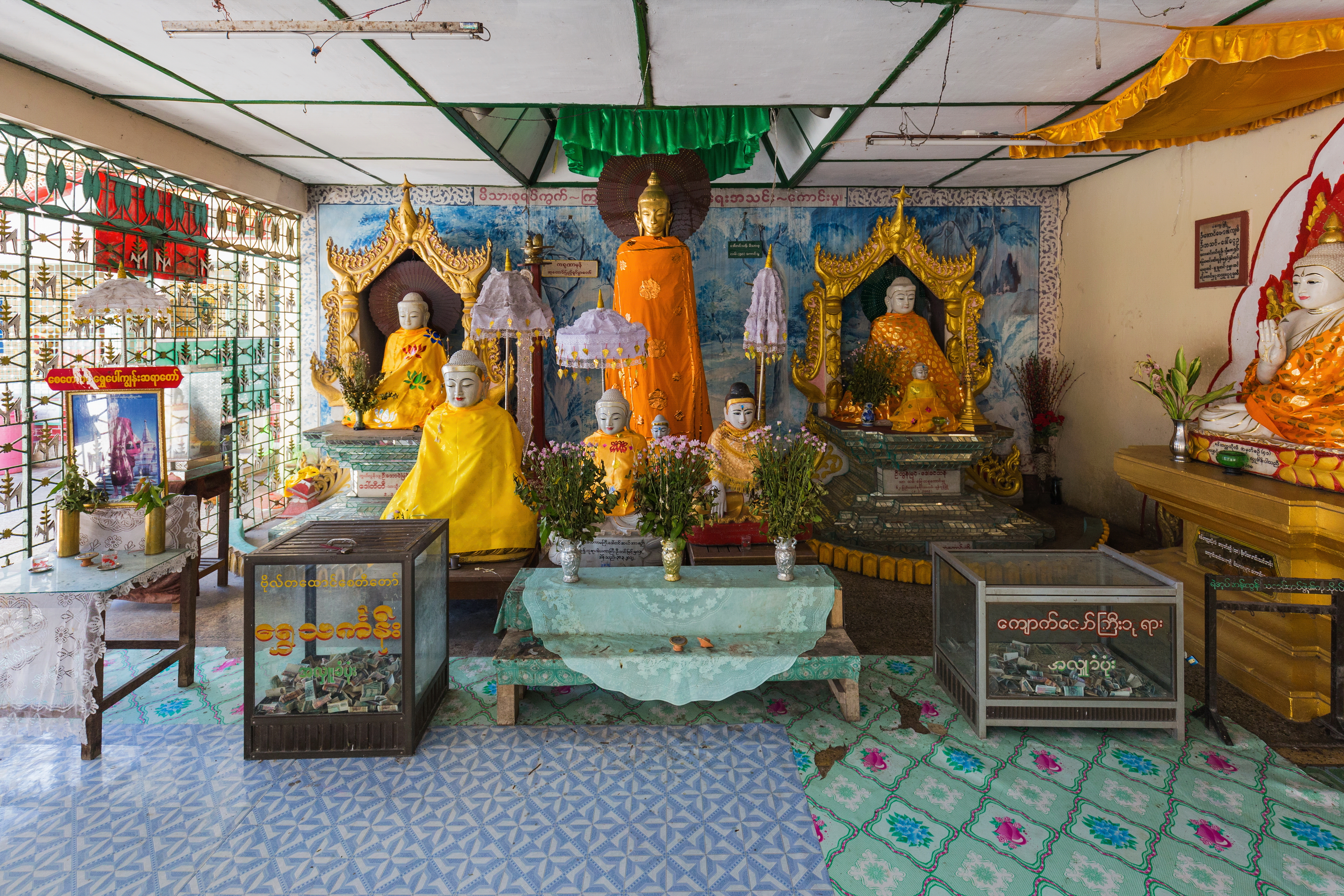
Posągi Buddy